# 川崎市等々力球場

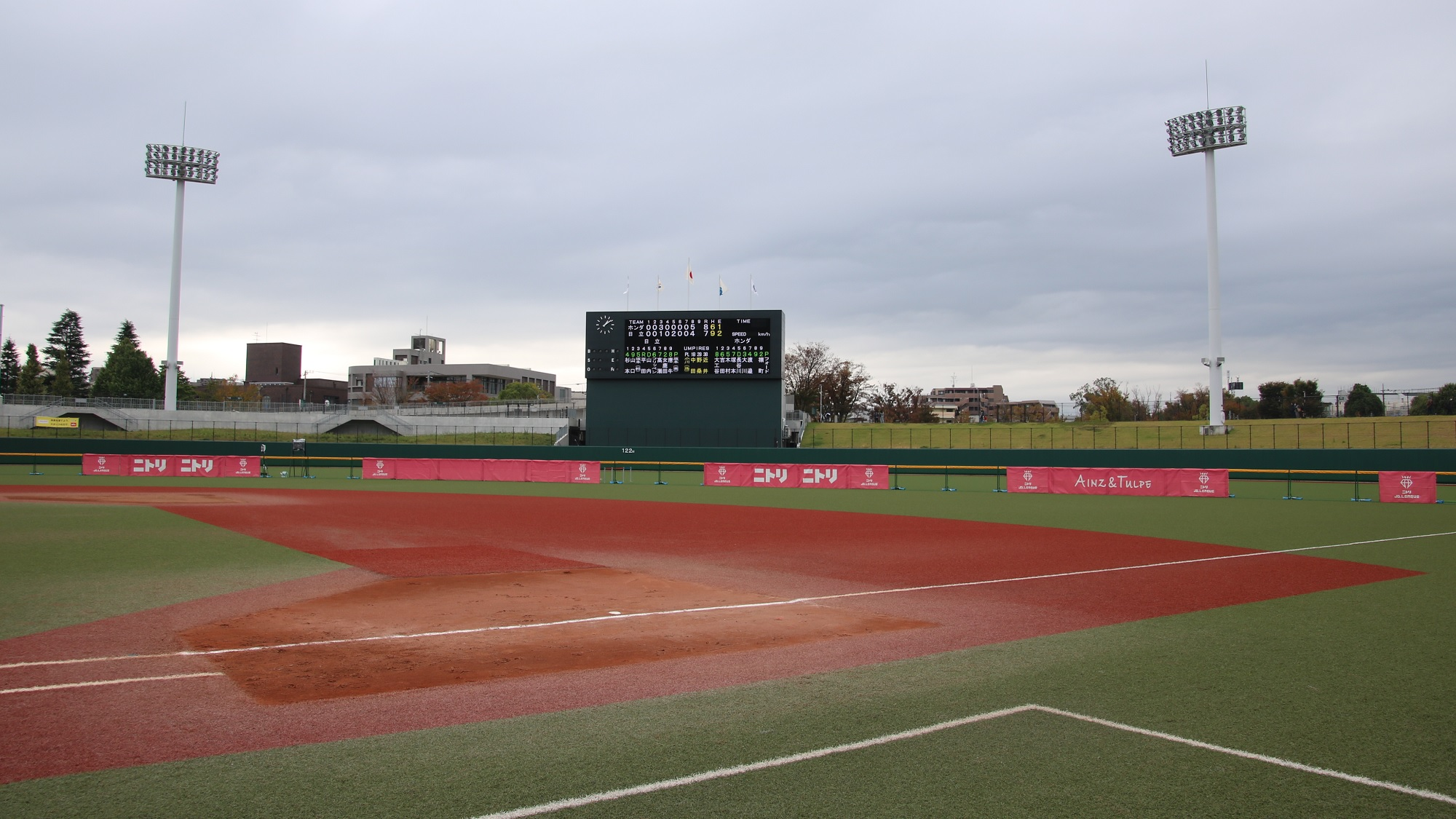
フィールド風景 (2023年)

川崎市等々力球場（かわさきし とどろききゅうじょう）は、神奈川県川崎市中原区の等々力緑地内にある野球場。施設は川崎市が所有し、川崎市公園緑地協会が運営管理を行っている。

## 歴史

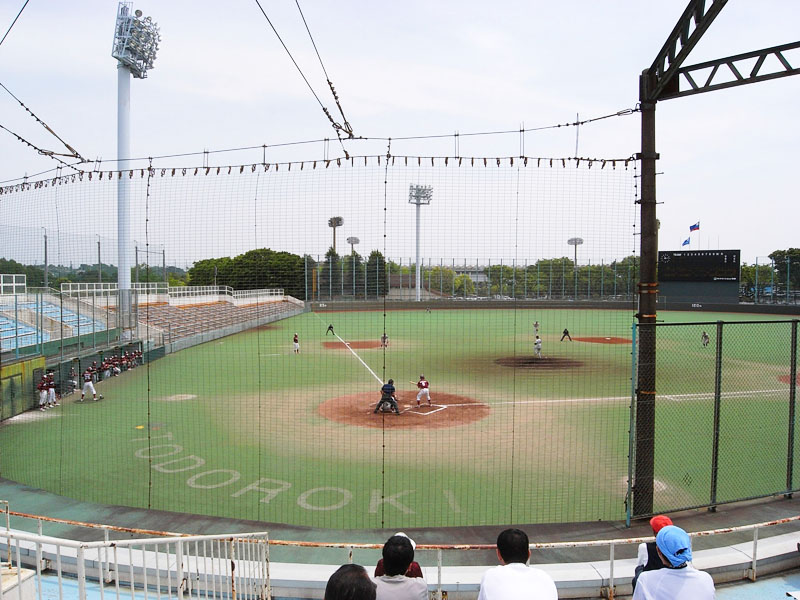
旧野球場

川崎市内には以前、本球場と川崎区富士見にある川崎球場の2つの市営硬式野球場があった。本球場はアマチュア野球や草野球など一般利用が主体で、川崎球場はかつてプロ野球の大洋ホエールズやロッテオリオンズが本拠地とし、アマチュアでも高校野球や大学野球（首都大学野球など）、社会人野球などの公式戦が数多く開催され、野球以外でもアメリカンフットボールやプロレス、イベントなどに幅広く使用されてきた。しかし、川崎球場がスタンドの老朽化で2000年3月をもって一旦閉場して施設の一部撤去を行うこととなり、スタンドが解体されることになった。この代替措置として本球場はそれまで内野がクレー、外野が天然芝で舗装されていたのを全面人工芝に張替え、多目的利用ができるように改修された。
しかし、本球場はアマチュアや一般利用を目的に造られた野球場であり、これまでプロ野球公式戦は一軍も二軍も開催されたケースはない。川崎市内では、現在の川崎球場に代わる新球場の建設構想が幾度か持ち上がってはいたものの、財政難などでいずれも頓挫している。また、フェンス広告は今のところ導入の予定はない。
2010年に川崎市から「等々力緑地再編整備基本計画」が発表され、本球場は高校野球の予選や社会人野球の大会、さらに横浜DeNAベイスターズを中心とするプロ野球の開催が可能な施設を前提とし、収容人数1万人程度のものとして整備していくと発表されている。2013年3月に川崎市は再整備計画を具体化。まず2013～2014年度に設計をすすめ、2015年のシーズンオフをめどに現在の施設を解体し、2016年ごろから建て直し工事を実施する（最後に行われた公式戦は川崎市中学校総合体育大会）。球場を両翼100m、中堅122mの国際大会規模に沿った人工芝グラウンドと収容人員1万人程度（内野6000人=屋根付きスタンド、外野4000人=芝生席）を予定し、2018年4月ごろの完成を目指すとしていたが、廃棄物混じりの土や軟弱地盤など問題が見つかり工事が一時中断されたため完成予定が2020年12月になる見通しと報じられた。
2020年8月31日、川崎市は10月10日に完成記念式典及び市民500人を招待しての東芝(かわさきスポーツパートナー)とENEOS(練習場が等々力緑地の近隣にあるENEOSとどろきグラウンド)による記念試合をこけら落としとして開催することを発表。また会場名をそれまでの等々力硬式野球場から等々力球場に改めることも発表した。両翼100m、センター122mの県内最大フィールドに防災備蓄倉庫、インフォメーションセンター、老人いこいの家を備えた新しい施設での試合は、市内在住者のみを対象の招待であったが、500人の招待枠に対して7,177名(2,493件)の申込があり、また新型コロナウイルス感染症の蔓延に伴うイベント開催制限が9月19日から緩和されることになったため、招待枠を1,000名に拡大することが9月23日に発表された。しかし台風14号の接近に伴い荒天が予想されたため、開催前日の10月9日に試合中止となることが報じられた。試合は中止となったが、10月19日に完成式典がおこなわれてオープンした。
2023年からソフトボール・JDリーグのポストシーズン（プレーオフ）の会場として使用されている。
2024年は「第77回 秋季関東地区高等学校野球大会」の会場として使われることになった。当初は、横浜スタジアムとサーティーフォー保土ヶ谷球場の2か所で開催予定だったが、横浜スタジアムが横浜DeNAベイスターズの日本シリーズ進出決定により使用できなくなった事から、急遽追加されたものである。

## 施設概要
- 内外野：全面透水性人工芝

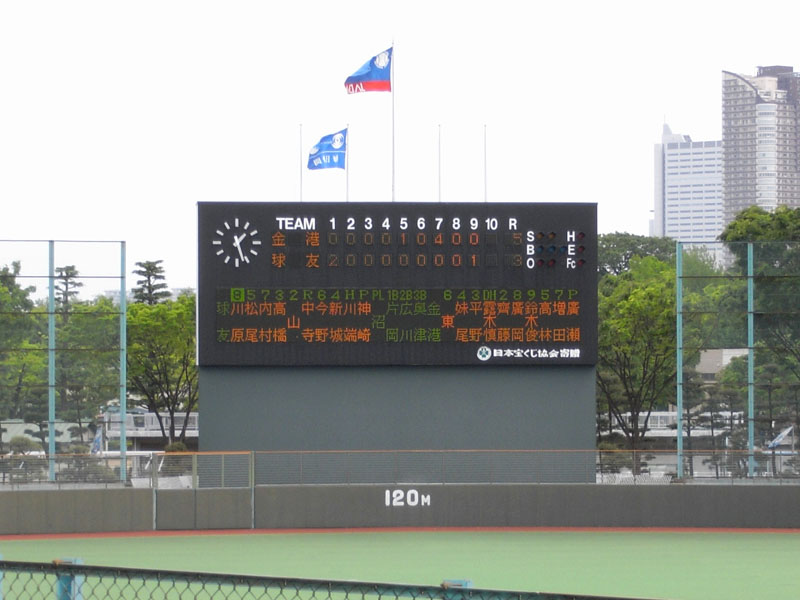
旧野球場のスコアボード

- 両翼：93m→100m、中堅：120m→122m
- スコアボード：電光式（LED）
- 照明設備：4基→6基
- 収容人員：約3,000人→9,232人（内野：座席、外野：芝生席）

## 等々力緑地内その他の施設
- 川崎市等々力陸上競技場
- 川崎市とどろきアリーナ
- 川崎市市民ミュージアム（休館中） 他

## 交通
- JR武蔵中原駅下車後徒歩約20分
- JRおよび東急武蔵小杉駅1番のりばから市バス「溝03、04、05、杉40」系統、または2番のりばから東急バス「溝02」系統で「市営等々力グランド入口」または「市営等々力グランド前」下車後徒歩約5分